# René Guignaudeau
René Guignaudeau, né le 16 juillet 1908 à Nantes et mort le 12 juillet 1969 dans la même ville, est un coureur cycliste français, en activité de 1925 à 1934.

## Palmarès
- 1925
  - Nantes-Les Sables-d'Olonne
- 1927
  - Nantes-Les Sables-d'Olonne
- 1928
  - Nantes-Les Sables-d'Olonne
  - Angers-Nantes-Angers
  - Nantes-Saint-Nazaire-Nantes
  - 3e du Circuit du Maine-et-Loire
- 1929
  - Nantes-Les Sables-d'Olonne
  - 2e du Grand Prix de Saumur
- 1930
  - Circuit du Bocage vendéen
  - 2e de Angers-Nantes-Angers
  - 3e de Nantes-Les Sables-d'Olonne
  - 3e de Nantes-Saint-Nazaire-Nantes
- 1931
  - Circuit du Bocage vendéen
  - Nantes-Les Sables-d'Olonne
  - 2e de Nantes-Saint-Nazaire-Nantes
- 1932
  - 2e du Circuit du Maine-et-Loire
- 1933
  - 3e de Nantes-Les Sables-d'Olonne